# Чезари, Антонио
Антонио Чезари (итал. Antonio Cesari; 17 января 1760, Верона — 1 октября 1828, Равенна) — итальянский писатель и филолог, представитель пуризма в итальянском языке.
Вместе с Ломбарди, Ванетти и Занотти издал новое дополненное издание словаря Академии делла Круска («Vocabolario della Crusca»; Верона, 1806—1809).
Другие труды Чезари:
- «Delezze di Dante» (1824—1826 и позже);
- «Sopra lo stato présente dela lingua italiana» (1810 и 1819);
- «Le grazie» (1813 и 1884);
- «Lezione storico morali» (1815—1817);
- «Novelle» (1825).

Ему принадлежат также издания многих итальянских классиков. Чезари — главный представитель пуризма в итальянском языке. Согласно Чезари, образцом итальянского стиля должны служить классики XIV века.

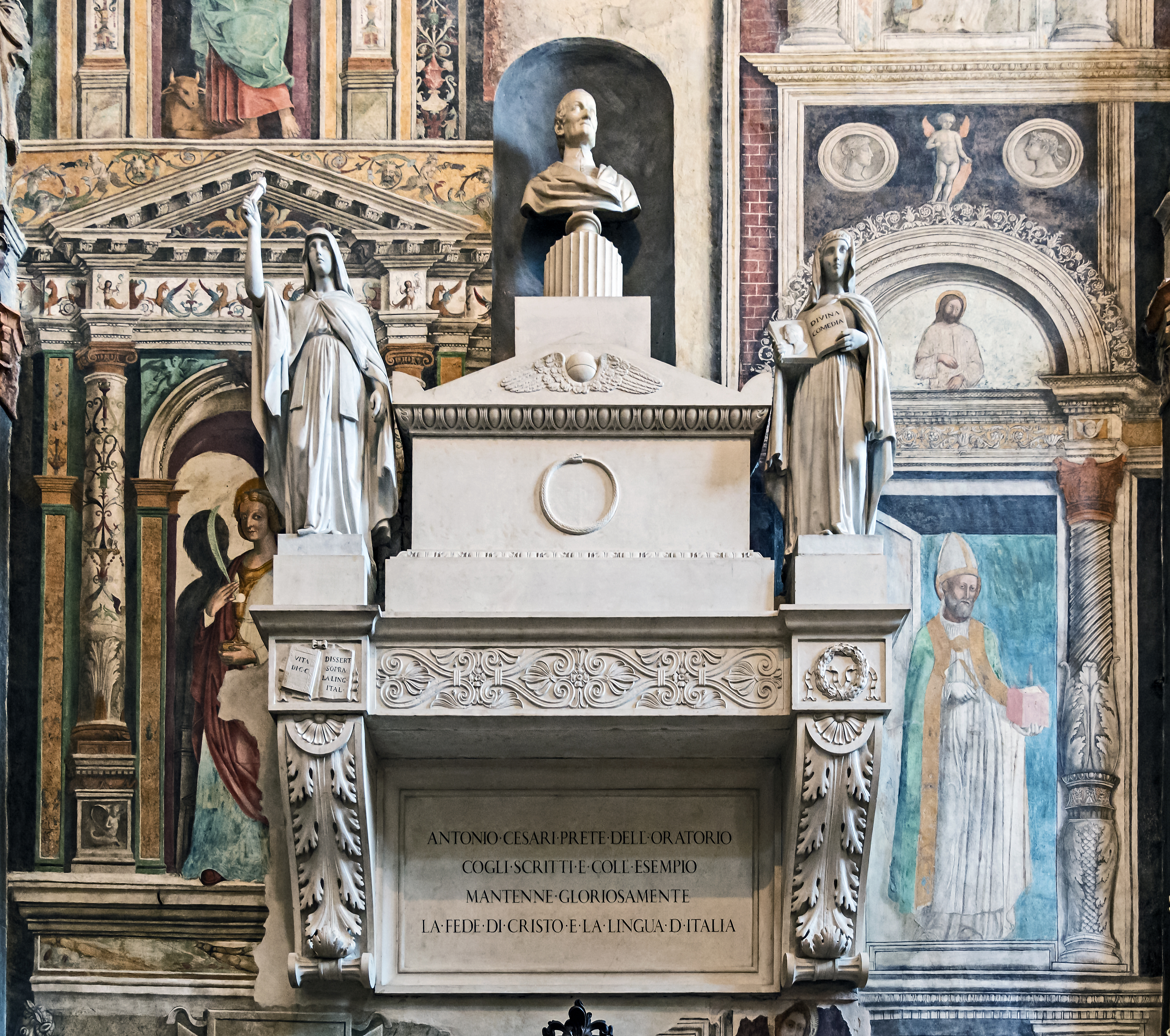
Захоронение Антонио Чезари, кафедральный собор Вероны.